# 貴乃花部屋

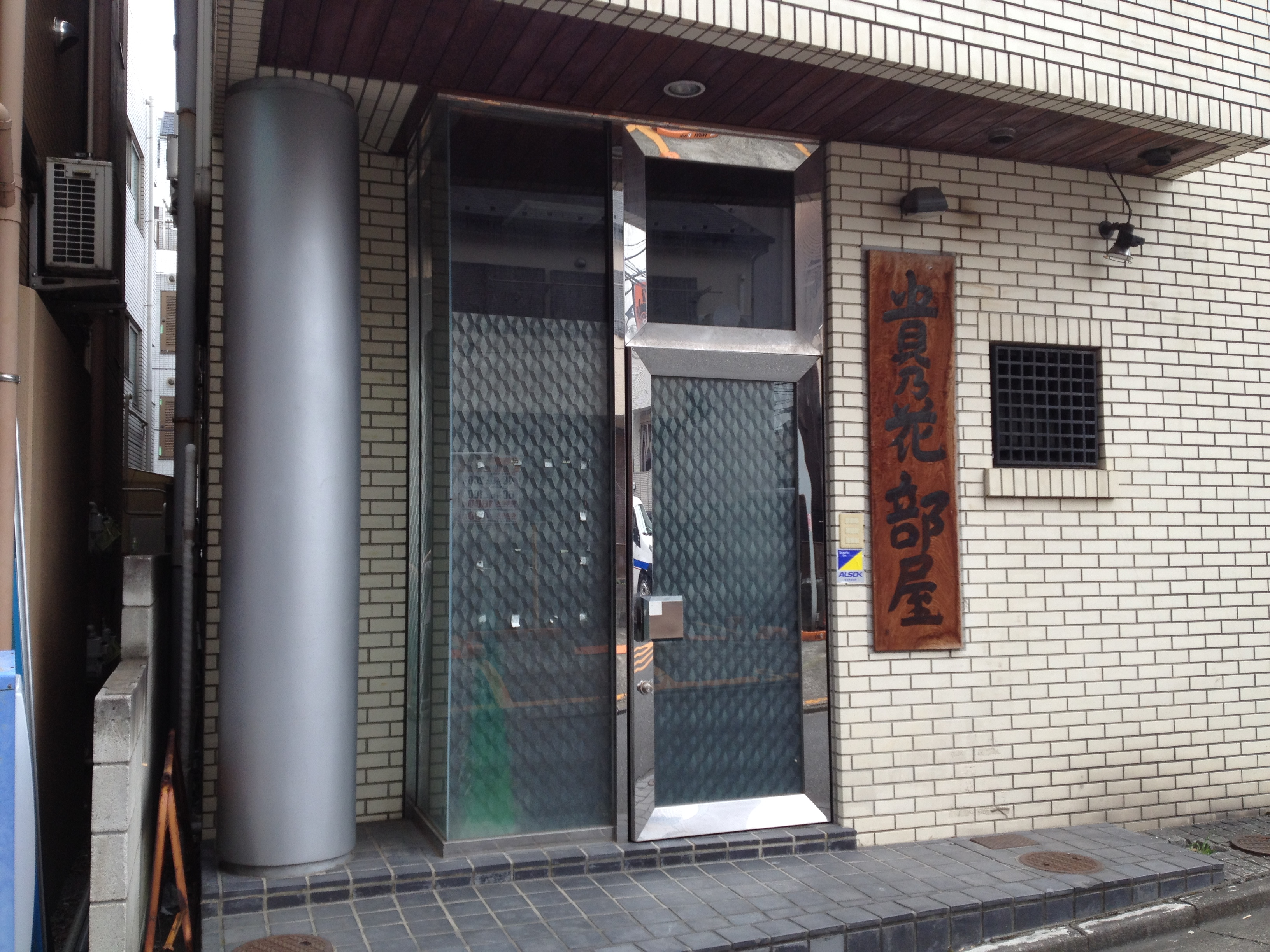
東京都中野区時代の貴乃花部屋玄関

貴乃花部屋（たかのはなべや）は、かつて存在した日本相撲協会所属の相撲部屋。
前身の二子山部屋（初代若乃花時代）、藤島部屋（初代貴ノ花時代）についても記す。

## 10代二子山部屋時代

### 沿革
土俵の鬼と呼ばれ栃若時代を築いた花籠部屋（二所ノ関一門）の第45代横綱初代若乃花は、1962年（昭和37年）9月2日に引退と同時に年寄・二子山を襲名、8人の内弟子（のちの小結二子岳武など）を連れて分家独立、花籠部屋の近所である杉並区成宗3丁目（現・成田東3丁目）に二子山部屋を興す。独立に際して師匠花籠とは連れて行く弟子について話をつけていたので、ついて行きたいと志願しても連れて行けない弟弟子数名（その中にのちの龍虎がいた）を「お前たちのような弱い連中は連れていかない。自分で探した若い者を、俺の手で育てるから。」と泣く泣く突き放してきれいな独立を果たした。花籠部屋から二子山部屋の分家独立ほど円満な独立は珍しかったという。
部屋での指導の厳しさは大変なもので、親方としてはまだ若かった頃は自らもまわしをつけて稽古土俵に降りて指導をした。よその部屋から関取衆が出稽古に来ても、来るのは最初の一日だけで二日目はほとんど来ないほど、二子山部屋の稽古の厳しさは有名だった。
10代二子山は実弟である大関・初代貴ノ花（のち藤島→二子山）、第56代横綱・2代若乃花（のち間垣）、第59代横綱・隆の里（のち鳴戸）、大関・若嶋津（のち松ヶ根→二所ノ関）をはじめ三役以上11人、一代で19人の関取を育てた。二所ノ関一門の総帥として君臨し、第6代日本相撲協会理事長も務め、土俵の充実に力を注いだ。
阿佐ヶ谷に部屋があった花籠部屋、二子山部屋、放駒部屋の全盛時代は多くの名力士を輩出したことから阿佐ヶ谷勢と呼ばれ、「東の両国、西の阿佐ヶ谷」と言われた大相撲の拠点だった。一時期は本家・花籠部屋と共に花籠一門を称していた。現在も花籠部屋、二子山部屋の系統は二所ノ関一門阿佐ヶ谷系と言われる。
停年直前であった1993年（平成5年）1月場所後に自身の二子山の年寄名跡を実弟の貴ノ花が持つ藤島と交換し、同年3月に相撲協会を停年退職した。

### 師匠
- 10代：二子山勝治（ふたごやま かつじ、第45代横綱・初代若乃花、青森）※第6代日本相撲協会理事長

### 力士
横綱
- 若乃花幹士 (2代)（56代・青森）10代二子山弟子
- 隆の里俊英（59代・青森）10代二子山弟子

大関
- 貴ノ花利彰（青森）10代二子山弟子
- 若嶋津六夫（鹿児島）10代二子山弟子

関脇
- 太寿山忠明（新潟）10代二子山弟子
- 若翔洋俊一（東京）10代・11代二子山弟子

小結
- 二子岳武（青森）10代二子山弟子 ※花籠部屋から移籍
- 若獅子茂憲（青森）10代二子山弟子
- 隆三杉太一（神奈川）10代・11代二子山弟子
- 三杉里公似（滋賀）10代・11代二子山弟子
- 浪乃花教天（青森）10代・11代二子山弟子

前頭
- 飛騨乃花成栄（前1・岐阜）10代二子山弟子
- 豊ノ海真二（前1・福岡）10代・11代二子山弟子 ※藤島部屋独立に同行
- 大旺吉伸（前4・富山）10代二子山弟子
- 魁罡功（二子竜功）（前5・青森）10代二子山弟子 ※花籠部屋から移籍
- 大觥吉男（前8・青森）10代二子山弟子

十両
- 修羅王政勝（十4・東京）10代二子山弟子
- 北ノ花吉保（十4・青森）10代二子山弟子
- 若双龍秀造（十8・秋田）10代二子山弟子
- 貴ノ山英二（十11・北海道）10代二子山弟子

## 11代二子山（初代貴ノ花）時代

### 沿革
10代二子山の実弟であり、日本のスポーツ史上屈指の人気を誇った角界のプリンス・元大関・貴ノ花は1981年（昭和56年）1月場所限りで現役を引退して、年寄・鳴戸を経て12代藤島を襲名し、二子山部屋（二所ノ関一門）の部屋付き親方となっていた。
1982年（昭和57年）2月に豊ノ海など数名の内弟子を連れて二子山部屋から分家独立し、中野区本町3丁目（中野新橋）に藤島部屋を創設した。
10代二子山が停年の際、藤島が二子山を継承し二子山部屋をそのまま藤島部屋に合併させたうえで1993年（平成5年）2月に二子山部屋に改称。事実上の逆さ合併であった。両部屋には多数の関取が所属していたが、合併したために対戦ができなくなり、取り組みに大きな支障が出ることとなった。また、旧二子山部屋からは複数分家独立していたにもかかわらず、二子山部屋独自の継承は無論のこと、複数の部屋に分散させずに藤島部屋と丸ごと合併したことには多くの批判が寄せられた。実際、この際に藤島から二子山に多額の現金が渡っていたことが、後の1996年に行われた国税庁の査察で明らかとなる。また、この合併により所属力士が60人近くにまで増大し、当時としても稀にみる大部屋となったが、藤島部屋時代より引き続き使用した部屋の設備では非常に手狭であった為、次第に稽古や日常生活にまで支障を来たす様になり、将来有望視されていた力士も多数伸び悩んだとされ、合併以後関取に昇進したのは五剣山1人に留まった。
11代は二所ノ関一門から選出されて日本相撲協会の理事も務めた。その後2004年（平成16年）2月1日付で一代年寄・貴乃花（第65代横綱・2代貴乃花、11代の実子）が継承。それに際して部屋名を貴乃花部屋と改称した。11代二子山は2005年5月に年寄在席中に死去した。

#### 師匠
- 11代：二子山満（ふたごやま みつる、大関・貴ノ花、青森）

#### 力士
※藤島部屋時代から2003年1月まで
横綱
- 貴乃花光司（65代・東京）11代二子山弟子 ※藤島部屋時代に入門
- 若乃花勝（花田虎上）（66代・東京）11代二子山弟子 ※藤島部屋時代に入門

大関
- 貴ノ浪貞博（青森）11代二子山・貴乃花弟子 ※藤島部屋時代に入門

関脇
- 若翔洋俊一（東京）10代・11代二子山弟子
- 安芸乃島勝巳（広島）11代二子山弟子 ※藤島部屋時代に入門
- 貴闘力忠茂（兵庫）11代二子山弟子 ※藤島部屋時代に入門

小結
- 隆三杉太一（神奈川）10代・11代二子山弟子
- 三杉里公似（滋賀）10代・11代二子山弟子
- 浪乃花教天（青森）10代・11代二子山弟子

前頭
- 豊ノ海真二（前1・福岡）10代・11代二子山弟子 ※藤島部屋独立に同行

十両
- 五剣山博之（十6・香川）11代二子山・貴乃花弟子 ※藤島部屋時代に入門

## 貴乃花部屋時代

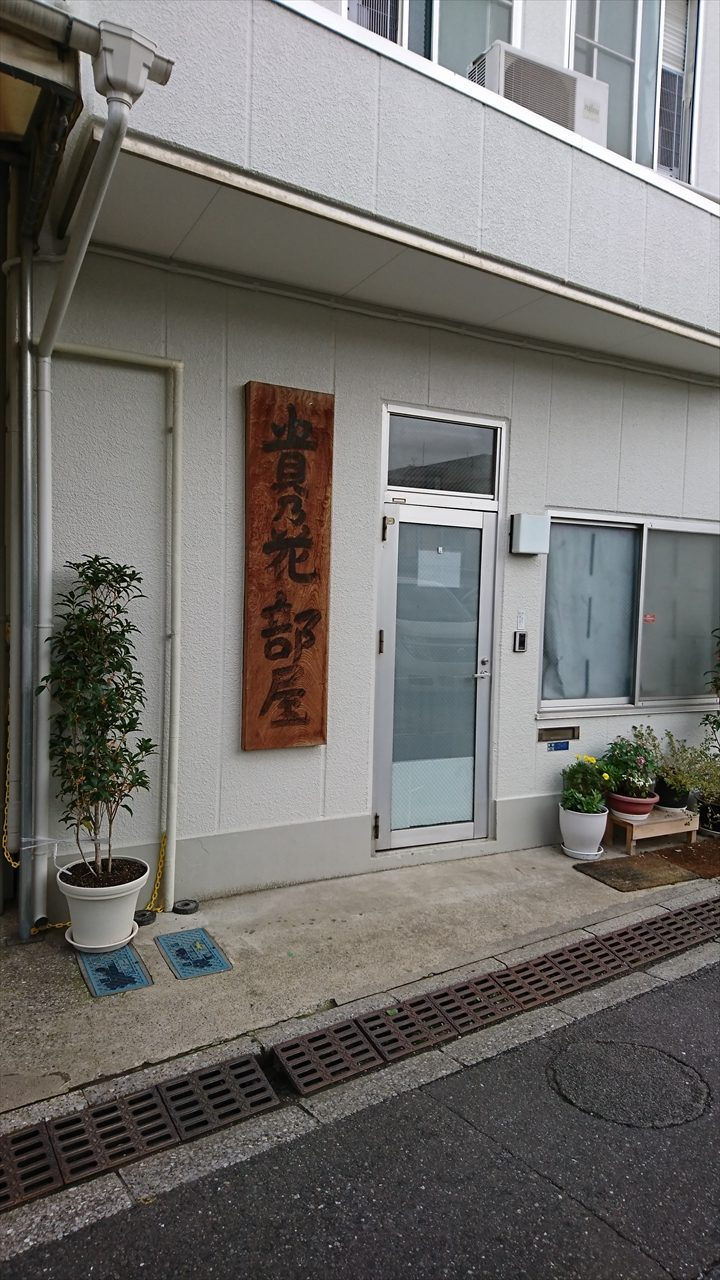
東京都江東区に移転後の貴乃花部屋玄関

平成の大横綱と呼ばれた第65代横綱・貴乃花は、2003年（平成15年）1月場所限りで引退して一代年寄・貴乃花を襲名、父である11代二子山が親方を務める二子山部屋の部屋付き親方となっていた。2004年（平成16年）2月1日付で二子山部屋を継承し、同時に部屋の名称も貴乃花部屋へと変更された。
貴乃花部屋と改称してからは最初に迎え入れた弟子となる藤中が2004年（平成16年）3月場所にて初土俵を踏んだものの、藤中はわずか10ヶ月で引退しボクシングに転向した。同年5月場所中に貴ノ浪が引退して部屋から関取が不在となり、2000年代中期には入門者も現れずに所属力士が減少した。また、この時期には貴乃花部屋の部屋付き親方である17代藤島（元関脇・安芸乃島）と貴乃花親方が対立したことから、17代藤島が入門時の師匠である11代二子山に許可を受けて2004年（平成16年）5月27日に高田川部屋へ移籍（事実上の破門）するという内紛も起こった。
しかし、2008年（平成20年）3月に約4年ぶりの新弟子となる貴天秀が入門して以降は、徐々に所属力士が増加し、2018年（平成30年）9月場所時点で8人の力士が在籍していた。2012年（平成24年）7月場所においてモンゴル出身の貴ノ岩が新十両へ昇進し、貴乃花親方が部屋を継承してから入門した力士としては初となる関取が誕生した。
2010年（平成22年）1月に行われた日本相撲協会理事選挙において、貴乃花親方が二所ノ関一門内の事前調整を拒否して独自に立候補を表明したために、貴乃花部屋はそれまで所属していた二所ノ関一門から離脱した。その後はどの一門にも属さずに、大嶽部屋など志を同じくする部屋と「貴乃花グループ」を形成し、2014（平成26年）年5月に同グループを「貴乃花一門」と改称した。
2016年（平成28年）4月8日には、貴乃花部屋の部屋付き親方である15代常盤山（元小結・隆三杉）が20代千賀ノ浦を襲名して千賀ノ浦部屋（現：常盤山部屋）を継承し、貴乃花部屋から独立した。
2016年（平成28年）5月29日には所属力士の両国国技館への通勤時間軽減を理由として、旧・藤島部屋が創設された1982年（昭和57年）2月から使用してきた部屋施設から移転する意向であることが明らかとなり、同年6月16日に35年続いた中野新橋の部屋で稽古納め、同年7月5日に東京都中野区から東京都江東区東砂へと新たに部屋を移転し、同年7月27日に土俵開きを行った。
外国人や学生相撲出身の力士が台頭する中で、貴乃花親方自身が経験してきた昔ながらの叩き上げ教育を軸に若手を育てていた。そのため、長らく在籍力士の全てが中卒の日本人力士のみであるという特徴があったが、2008年（平成20年）11月場所においてモンゴル人力士の貴ノ岩が入門して以降、中卒以外の力士も在籍していた。また、部屋を継承した直後は、貴乃花親方は自身の自宅から部屋に通う形で弟子を指導してきたが、2005年（平成17年）8月からは部屋に住み込んで弟子と生活を共にするようになっていた（ただしおかみである花田景子は同居していなかった）。
2018年（平成30年）9月25日、貴乃花親方は日本相撲協会に退職届と部屋の所属力士、床山、世話人の全員を他の部屋の所属とする所属変更願を提出した。同日の貴乃花親方記者会見で千賀ノ浦親方を後継者に指名していたという発言があったこと、また提出されていた書類に不備があったため翌26日に千賀ノ浦親方が貴乃花部屋に出向いて貴乃花親方に面会。8人全員の受け入れ要請を受けた千賀ノ浦親方はこれを了承し、あらためて協会に提出する書類が作成された。
これを受けて相撲協会は10月1日にこの問題を審議するための臨時理事会を開催し、年寄貴乃花の日本相撲協会退職及び貴乃花部屋に所属していた力士・呼出・世話人について千賀ノ浦部屋に移籍することを承認した。これにより貴乃花部屋が消滅することとなり、10月2日に所属力士と裏方が千賀ノ浦部屋に移籍した。

### 力士
太字は貴乃花部屋消滅時（2018年10月1日）に現役の力士。最高位は貴乃花部屋所属中のものを記載した。貴乃花部屋消滅後については常盤山部屋を参照。
大関
- 貴ノ浪貞博（青森）11代二子山・貴乃花弟子 ※藤島部屋時代に入門

小結
- 貴景勝光信（兵庫）貴乃花弟子 ※千賀ノ浦部屋移籍後に大関

前頭
- 貴ノ岩義司（前2・モンゴル）貴乃花弟子

十両
- 貴源治賢（十2・栃木）貴乃花弟子　※千賀ノ浦部屋移籍後に前頭
- 五剣山博之（十6・香川）11代二子山・貴乃花弟子 ※藤島部屋時代に入門
- 貴公俊剛（十14・栃木）貴乃花弟子

幕下
- 貴健斗輝虎（熊本）貴乃花弟子　※千賀ノ浦部屋移籍後に十両

## 最終所在地
- 東京都江東区東砂4-7-6
  - 東京メトロ東西線南砂町駅徒歩13分

## 師匠
二子山部屋時代
- 10代：二子山勝治（ふたごやま かつじ、第45代横綱・初代若乃花、青森）
- 11代：二子山満（ふたごやま みつる、大関・貴ノ花、青森）

貴乃花部屋時代
- 一代：貴乃花光司（たかのはな こうじ、第65代横綱・貴乃花、東京）